# Meeker (Oklahoma)
Meeker is een plaats (town) in de Amerikaanse staat Oklahoma, en valt bestuurlijk gezien onder Lincoln County.

## Demografie
Bij de volkstelling in 2000 werd het aantal inwoners vastgesteld op 978.
In 2006 is het aantal inwoners door het United States Census Bureau geschat op 997, een stijging van 19 (1,9%).

## Geografie
Volgens het United States Census Bureau beslaat de plaats een oppervlakte van
8,2 km², geheel bestaande uit land. Meeker ligt op ongeveer 265 m boven zeeniveau.

## Plaatsen in de nabije omgeving
De onderstaande figuur toont nabijgelegen plaatsen in een straal van 24 km rond Meeker.